# Шабо, Тома
Тома́ (распространён также вариант То́мас) Шабо (фр. Thomas Chabot; род. 30 января 1997, Сент-Мари, Квебек) — канадский профессиональный хоккеист, защитник, выступающий за клуб НХЛ «Оттава Сенаторз». Двукратный серебряный призёр чемпионата мира 2019 года и чемпионата мира 2022 года в составе сборной Канады, серебряный призёр и самый ценный игрок молодёжного чемпионата мира 2017 года, бронзовый призёр юниорского чемпионата мира 2015 года. В сезоне 2016-17 чемпион Главной юниорской хоккейной лиги Квебека и обладатель «Ги Лафлёр Трофи» (лучший игрок плей-офф) и «Эмиль Бушар Трофи» (лучший защитник).

## Игровая карьера
Тома Шабо начал свою хоккейную карьеру в детских командах региона Бос-Амиант (южные пригороды Квебека) и в межсезонье 2012 года перешёл в команду «Леви Коммандерс», выступавшую в юниорской (до 16 лет) лиге Квебека. На драфте Главной юниорской хоккейной лиги Квебека (QMJHL) 2013 года Шабот, за 41 игру в «Коммандерс» принесший команде 26 очков (в том числе 6 голов), был выбран клубом «Сент-Джон Си Догз» во втором раунде.
В сезоне 2013/14 «Си Догз» переживали коренную перестройку состава, и Шабо провёл этот год неудачно, закончив его с балансом −29, единственной заброшенной шайбой и 36 штрафными минутами в 55 играх. После того как следующий сезон он начал схожим образом, тренер клуба Росс Йейтс дал молодому защитнику понять, что так продолжаться не может, не выпустив его на лёд в домашней игре. В результате Шабо стал уделять больше внимания физической подготовке и чаще участвовать в атакующих действиях команды. Это стало началом перелома в его карьере, и уже к середине сезона 2014/15 Шабо зарекомендовал себя как один из ведущих игроков клуба. Год он закончил лидером среди защитников «Си Догз» с 41 очком по системе «гол плюс пас» в 66 играх. Результатом улучшения в игре Шабо стало приглашение в юниорскую (до 18 лет) сборную Канады, с которой на чемпионате мира 2015 года он завоевал бронзовые медали, набрав 5 очков в семи встречах. На драфте НХЛ 2015 года Шабо был выбран в первом раунде под общим 18-м номером клубом «Оттава Сенаторз».
В сезоне 2015/16 Шабо дошёл с «Си Догз» до полуфинала, став одним из самых результативных игроков плей-офф и в четвёртую неделю стыковых матчей получив титул «игрока недели».
В начале сезона 2016/17 «Сенаторз» рассматривали возможность привлечения Шабо к играм в НХЛ, и в середине октября 19-летний защитник провёл свой первый матч за клуб, отыграв 7 минут в победном поединке с «Аризона Койотис». После этого, однако, руководство клуба, удовлетворённое тем, как играют его шесть основных защитников, отправило Шабо обратно в молодёжную лигу. За остаток сезона команда из Сент-Джона проделала весь путь до чемпионского звания и участия в розыгрыше Мемориального кубка. Шабо, набравший в матчах на вылет 23 очка (в том числе 5 голов), был признан лучшим игроком плей-офф QMJHL и завоевал «Ги Лафлёр Трофи», став первым защитником, удостоенным этой награды, с 2002 года. Кроме того, он был удостоен «Эмиль Бушар Трофи» как лучший защитник регулярного сезона и «Поль Дюмон Трофи» как «личность года» в QMJHL.
Как в 2016, так и в 2017 году Шабо выступал в составе молодёжной сборной Канады на чемпионатах мира. На чемпионате 2017 года он со сборной завоевал серебряные медали. Он стал самым результативным защитником турнира с 10 очками (в том числе 4 гола), был признан самым полезным игроком чемпионата и включён в его символическую сборную. В конце апреля 2017 года «Оттава», в этот момент преследуемая травмами, попыталась снова вызвать Шабо в свой состав, но не смогла сделать это из-за правил лиги, запрещающей отзывать игрока по ходу плей-офф.
Перед началом сезона 2017/18 Шабо участвовал в тренировочном процессе «Сенаторз» и серии предсезонных матчей клуба. Поскольку в это время он выглядел не лучшим образом, в начале сезона защитник был отправлен в фарм-клуб «Оттавы» в АХЛ — «Бельвилль Сенаторз». Он успел провести за «Бельвилль» 13 матчей, забросив за это время два гола и сделав пять результативных передач. За этот промежуток времени Шабо также сыграл два матча за «Оттаву», прежде чем окончательно закрепился в основном составе клуба в конце ноября 2017 года. Уже 1 декабря он забросил свою первую шайбу в НХЛ, поспособствовав победе «Оттавы» над «Нью-Йорк Айлендерс» — первой для его клуба после серии из семи поражений подряд. В апреле в последнем домашнем матче команды в этом сезоне Шабо впервые забросил больше одной шайбы за игру в НХЛ, дважды поразив ворота «Виннипег Джетс». В общей сложности за свой первый сезон в НХЛ он провёл 63 матча и набрал 25 очков по системе «гол плюс пас» (в том числе 9 голов). Сразу по окончании регулярного сезона, по итогам которого «Сенаторы» не вышли в плей-офф, было сообщено, что Шабо приглашён в основную сборную Канады для участия в предстоящем чемпионате мира.
В 2019 году Шабо, на тот момент занимавший третье место в списке бомбардиров клуба, принял участие в матче всех звёзд НХЛ в составе сборной Атлантического дивизиона, став единственным представителем «Оттавы» в этом соревновании. Он также стал единственным «сенатором» в составе сборной Канады на чемпионате мира 2019 года (всего клуб был представлен на чемпионате шестью игроками в пяти разных командах — помимо Канады, также в сборных США, Словакии, Латвии и Дании). Шабо завоевал с канадской командой серебряные медали чемпионата, набрав в десяти матчах семь очков по системе «гол плюс пас». В 2022 году сборная, в которой Шабо был капитаном, снова проиграла в финале чемпионата мира. Её соперники из команды Финляндии забили «золотой гол» после того, как Шабо был удалён в дополнительное время.

## Статистика
| Легенда | Легенда                    | Легенда | Легенда                   | Легенда | Легенда    |
| ------- | -------------------------- | ------- | ------------------------- | ------- | ---------- |
| И       | Количество проведённых игр | Штр     | Штрафное время            | +/−     | Плюс-минус |
| Г       | Голы                       | П       | Голевые передачи          | О       | Очки       |
| -       | Статистика неизвестна      | —       | Статистика не учитывалась |         |            |